# Sigtuna Sankt Pers distrikt
Sigtuna Sankt Pers distrikt är ett distrikt i Sigtuna kommun och Stockholms län. 
Distriktet ligger nordväst om Sigtuna.

## Tidigare administrativ tillhörighet
Distriktet inrättades 2016 och utgörs av en del av området Sigtuna stad omfattade till 1971, delen som före 1948 utgjorde Sankt Pers socken.
Området motsvarar den omfattning S:t Pers församling hade vid årsskiftet 1999/2000.